# Мисисипи (окръг, Арканзас)
Вижте пояснителната страница за други значения на Мисисипи.
Окръг Мисисипи (на английски: Mississippi County) е окръг в щата Арканзас, Съединени американски щати. Площта му е 2383 km², а населението – 46 480 души (2010). Административни центрове са градовете Блайтвил и Оцеола.